# Полицейские части Санкт-Петербурга
Полице́йская часть — основная административно-территориальная единица деления Санкт-Петербурга в XVIII — начале XX века. Полицейские части были упразднены в феврале 1917 года. 24 марта 1917 года городская дума преобразовала прежние городские и пригородные участки в равноправные между собой административные районы.

## Этапы развития административно-территориального устройства Петербурга–Петрограда

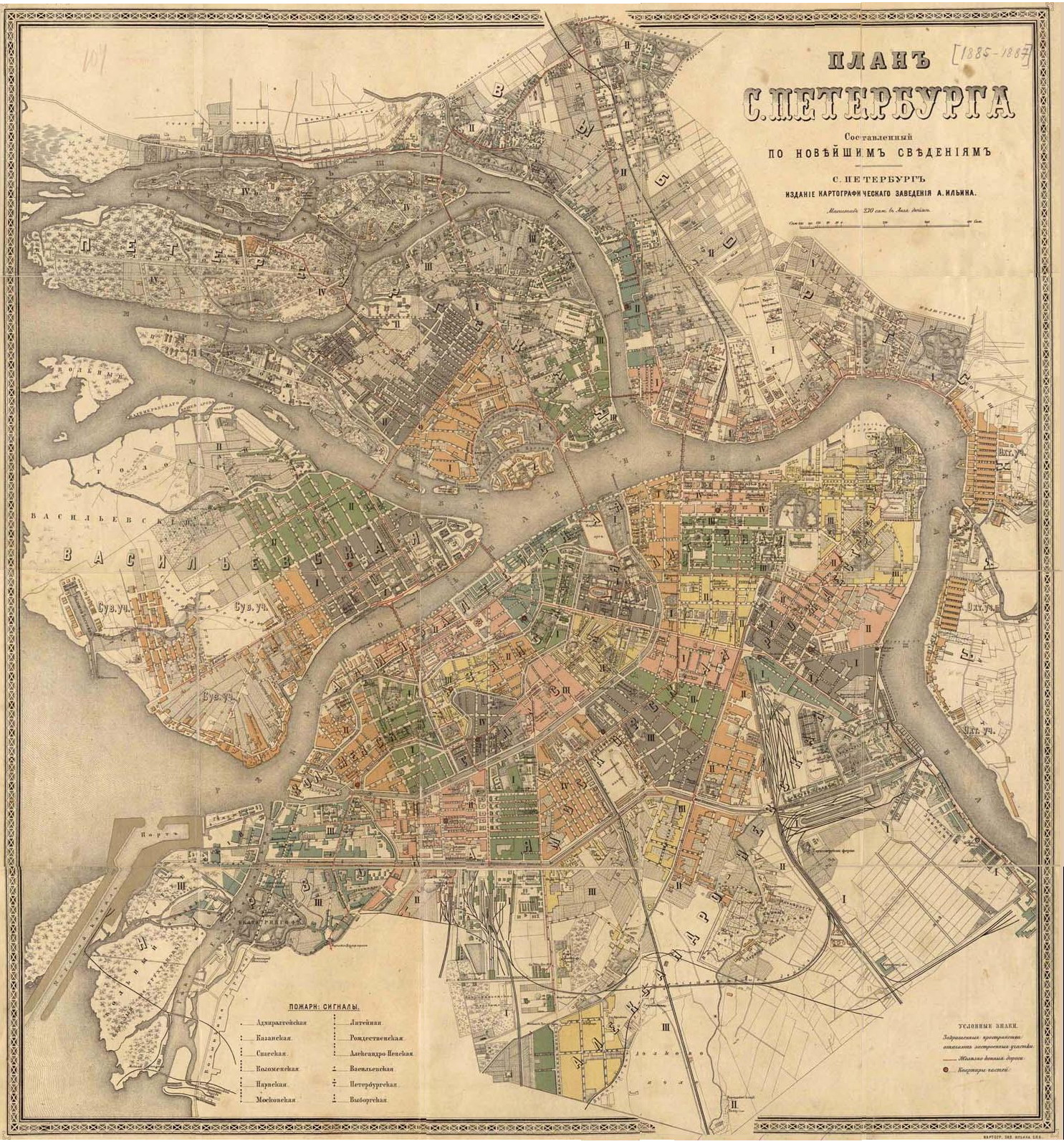
План Санкт-Петербурга (1885—1887)

- 25 мая 1718 года указом Петра I Санкт-Петербург был разделён на 5 частей: Санкт-Петербургский остров, Адмиралтейский остров, Васильевский остров, Московская сторона, Выборгская сторона.
- 1737 — выделена Литейная часть, в состав которой включена Выборгская сторона.
- 1756 — Выборгская сторона передана в Санкт-Петербургскую часть.
- 1767 — Адмиралтейская часть разделена на три части, образованы три предместья: Александро-Невское, Московское и Лифляндское.
- 1782 — территория города разделена на 11 частей: 1-я, 2-я, 3-я и 4-я Адмиралтейские части, Санкт-Петербургская часть, Васильевский остров, Московская сторона, Нарвская сторона, Каретная часть, Рождественская часть и Выборгская сторона. Определены «загородные места»: Аптекарский остров, Каменный остров, Елагин остров, Крестовский остров, Петровский остров, остров Голодай, остров Резвый, Канонерский остров, Екатерингофский остров, Лоцманский остров, Охтинская слобода, Старая Деревня.
- 1833 — расширение территории города (Петербургская, Выборгская и Охтенская части).
- 1840 — выделена Охтинская часть, «загородные места» включены в части города.
- 1858 — Охтинская часть включена в состав Выборгской стороны.
- 1865 — 1-я Адмиралтейская часть переименована в Адмиралтейскую, 2-я Адмиралтейская — в Казанскую, 3-я Адмиралтейская — в Спасскую, 4-я Адмиралтейская — в Коломенскую, Каретная часть — в Александро-Невскую.
- Конец XIX века — выделено 7 пригородных участков, подчинённых городской администрации: Новодеревенский, Лесной, Охтенский (во второй половине XX века написание изменилось на Охтинский), Полюстровский, Петергофский, Шлиссельбургский, Александровский.
- 24 марта 1917 года — ликвидированы административно-полицейские участки и их деление на городские и пригородные. На их основе создано 18 административных районов[2].

Карты пригородных участков Петрограда до 1917 года

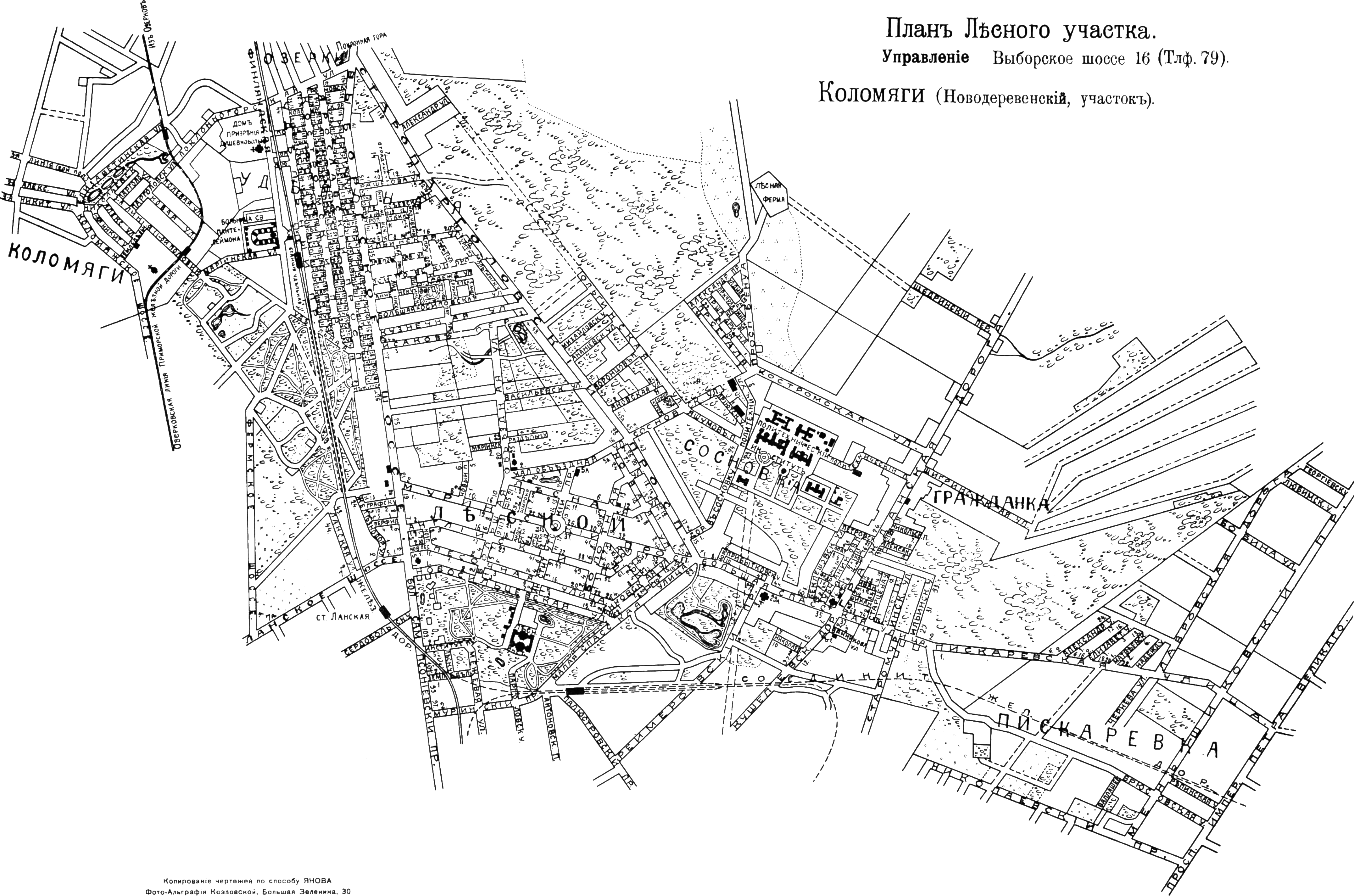
Лесной участок (пригород)
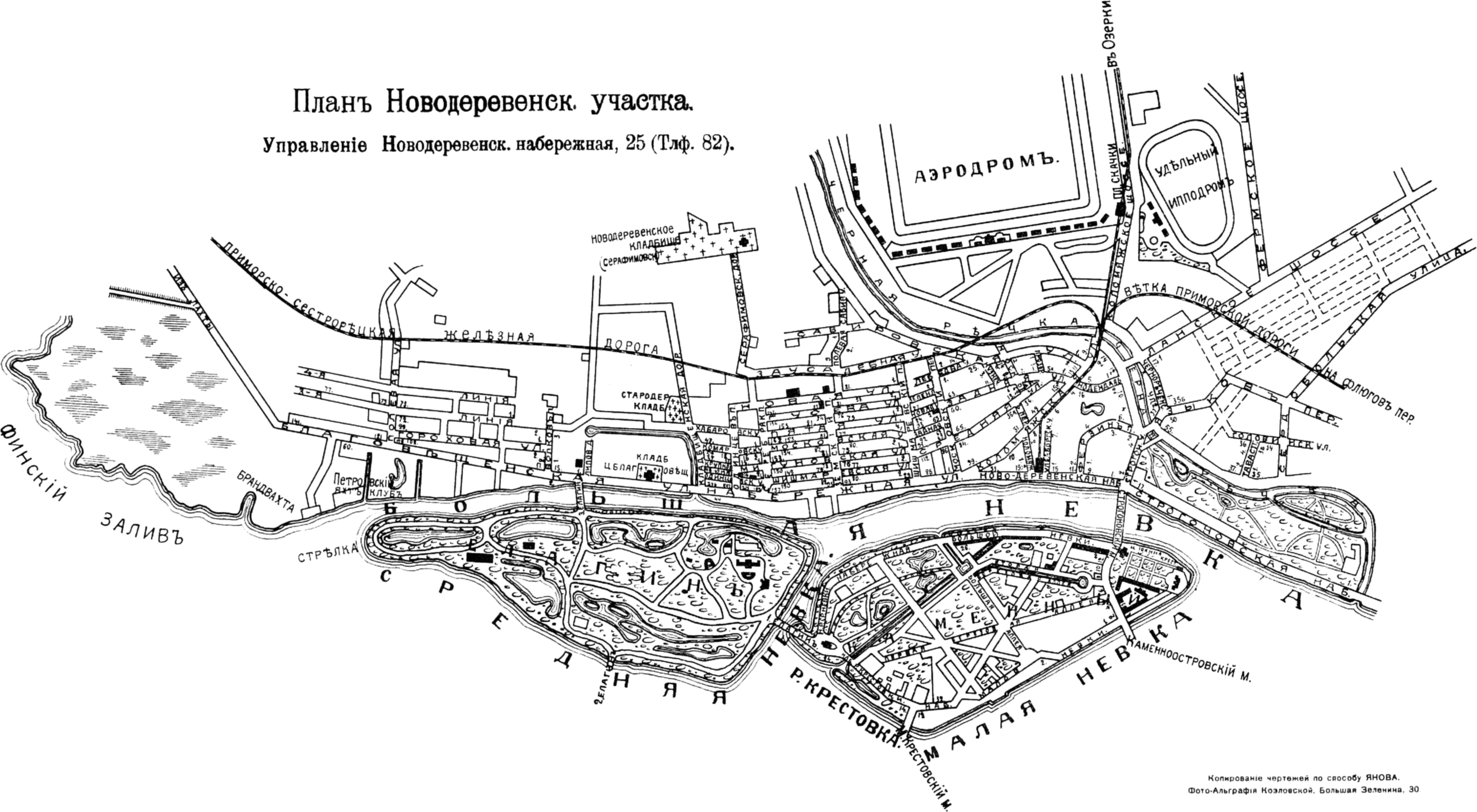
Новодеревенский участок (пригород)
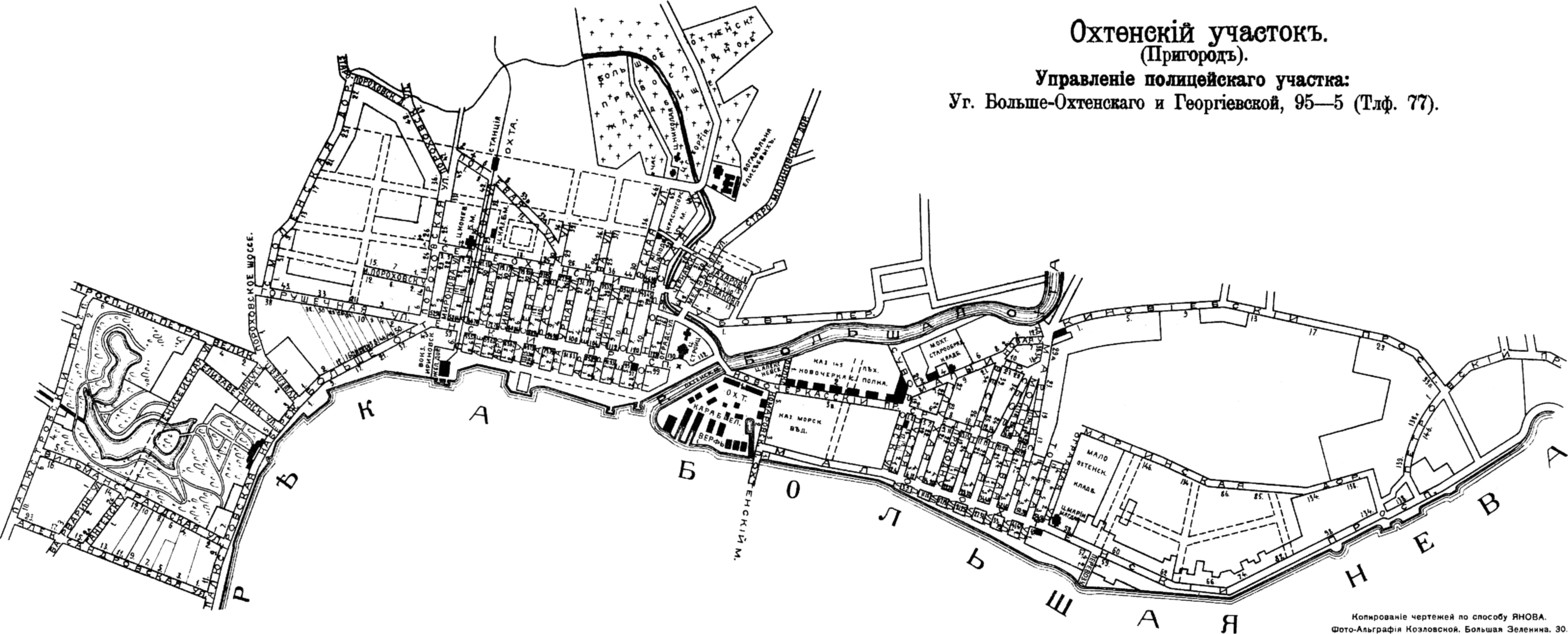
Охтенский участок (пригород)
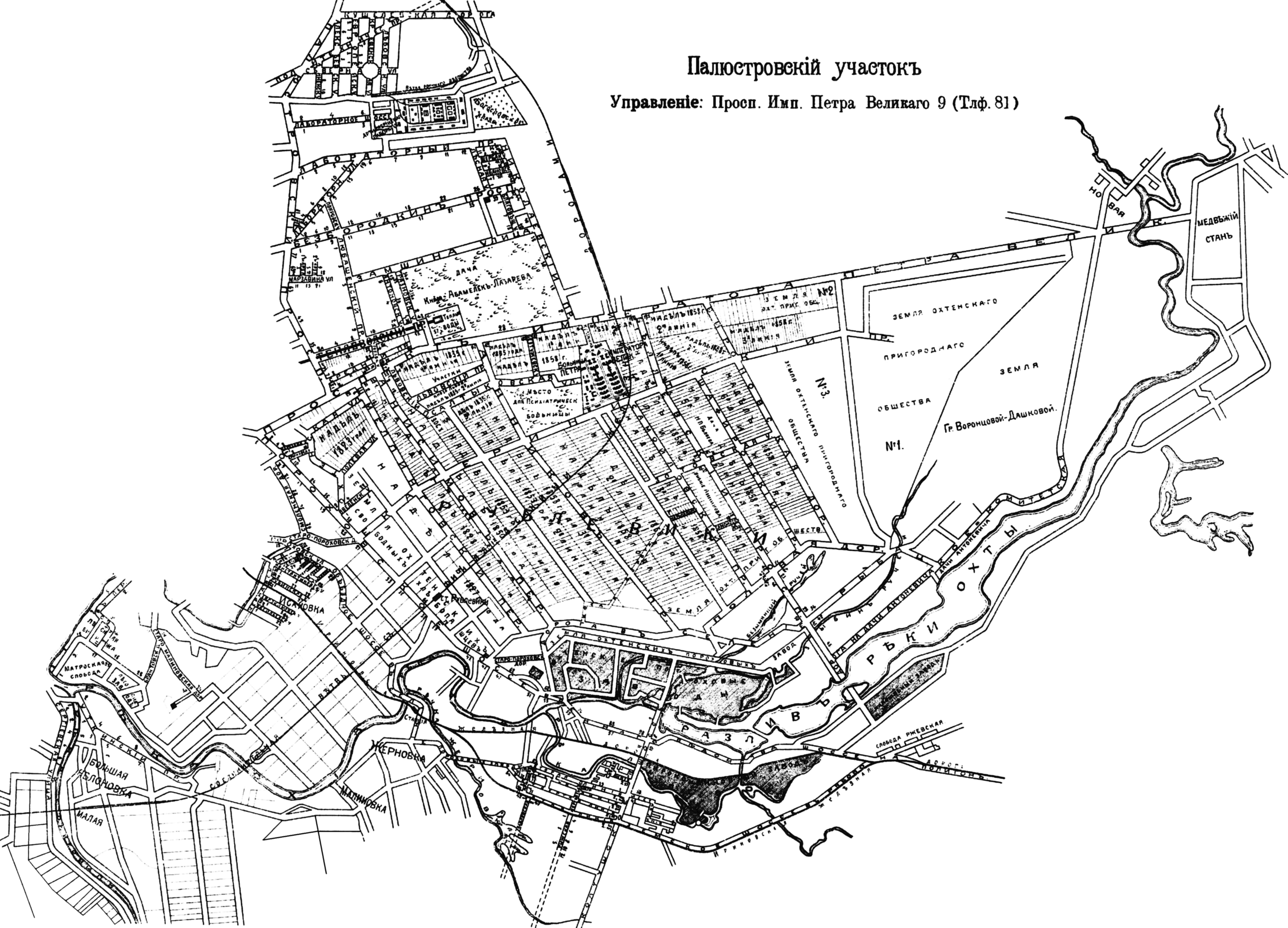
Палюстровский участок (пригород)
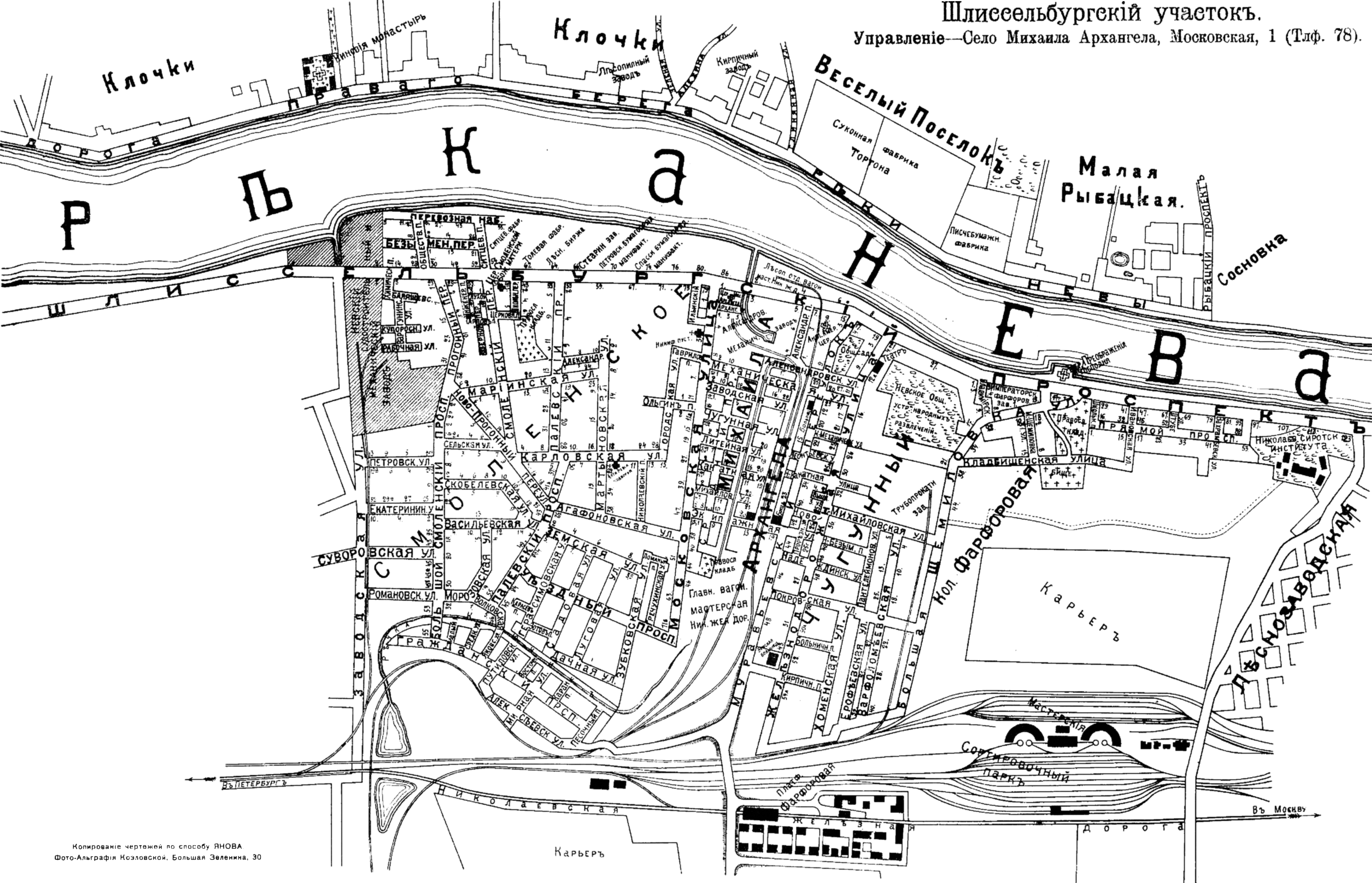
Шлиссельбургский участок (пригород)
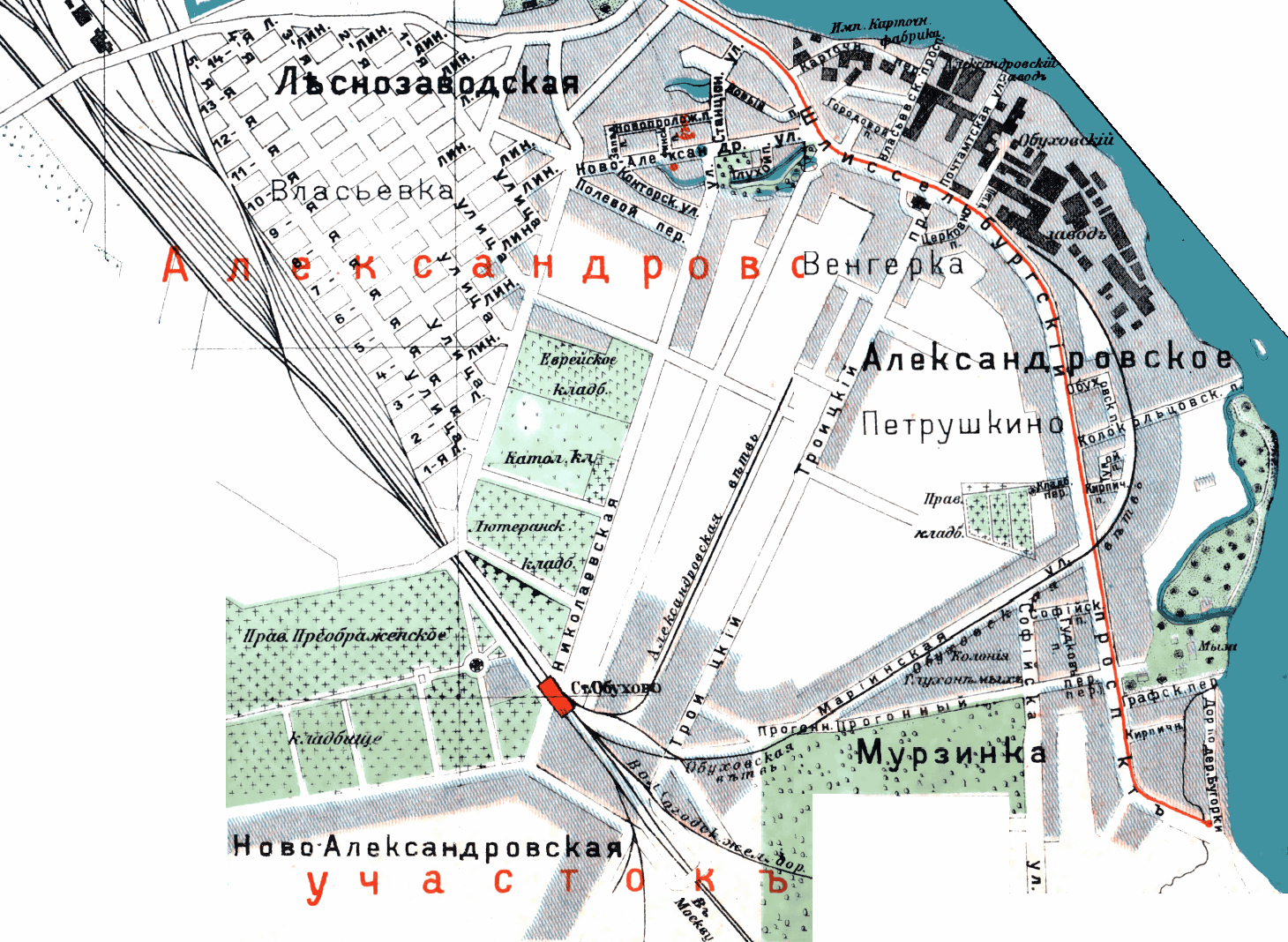
Александровский участок (пригород)

## Полицейские части на 1917 год
Ниже приведены наименования и границы полицейских частей Петрограда на 1917 год:
- Адмиралтейская часть — река Нева, река Фонтанка, река Мойка.
- Александро-Невская часть — Соединительная железнодорожная линия, Барклаевская улица, далее на северо-запад, включая дом 287 по Лиговскому каналу, дома 7 и 12 по Черниговской улице, дом 104 по Забалканскому проспекту, Забалканский проспект, Обводный канал, Глазовская улица, Лиговский канал, Невский проспект.
- Васильевская часть — река Малая Нева, река Большая Нева, Финский залив.
- Выборгская часть — река Нева, река Большая Невка.
- Казанская часть — река Мойка, Екатеринский канал, Крюков канал.
- Коломенская часть — река Мойка, Крюков канал, река Фонтанка, река Нева.
- Литейная часть — река Нева, Водопроводный переулок, Шпалерная улица, Потёмкинская улица, Кирочная улица, Парадная улица, Греческий проспект, Бассейная улица, Лиговский канал, Невский проспект, река Фонтанка.
- Московская часть — река Фонтанка, Невский проспект, Лиговский канал, Глазовская улица, Обводный канал, Забалканский проспект.
- Нарвская часть — река Фонтанка, Забалканский проспект, далее на юго-восток, включая дом 106 по Забалканскому проспекту, дома 8 и 5 по Черниговской улице, дом 289 по Лиговскому каналу, Барклаевская улица, Соединительная железнодорожная линия.
- Петербургская часть — река Большая Невка, река Нева, река Малая Нева.
- Рождественская часть — Невский проспект, Лиговский проспект, Бассейная улица, Греческий проспект, Парадная улица, Кирочная улица, Потёмкинская улица, Шпалерная улица, Водопроводный переулок, река Нева.
- Спасская часть — Екатерининский канал, река Мойка, река Фонтанка, Крюков канал.